# Красне (Торжоцький район)
Красне (рос. Красное) — село в Торжоцькому районі Тверської області Російської Федерації.
Населення становить 25 осіб. Входить до складу муніципального утворення Рудниковське сільське поселення.

## Історія
Від 2005 року входить до складу муніципального утворення Рудниковське сільське поселення.

## Населення
| 1859 | 1884 | 2002 | 2010 |
| ---- | ---- | ---- | ---- |
| 132  | ↘107 | ↘21  | ↗25  |